# Bahnhof Moutier

Der Bahnhof Moutier (französisch Gare de Moutier) ist der Bahnhof der Schweizerischen Bundesbahnen (SBB/CFF) der Stadt Moutier (deutsch Münster) im Schweizer Kanton Bern.

## Lage
Die Gleise wurden am Anfang des 20. Jahrhunderts auf einen Damm verlegt und befinden sich beim Bahnhof in Hochlage. Dieser liegt etwas entfernt östlich der Altstadt von Moutier. Die Strecke nach Basel führt durch eine Reihe von Tunnelbauwerken in die Gorges de Moutier.

## Geschichte
Moutier ist ein Bahnknotenpunkt an der Jurabahnlinie Basel–Biel. Die Strecke von Delsberg (Delémont) nach Moutier wurde am 16. Dezember 1876 eröffnet. Am 24. Mai 1877 folgte die Einweihung der Strecke nach Court. Die Strecke Moutier–Solothurn der seinerzeitigen Solothurn-Münster-Bahn (SMB, heute BLS AG) folgte am 1. Mai 1908. Mit dem Bau des acht Kilometer langen Grenchenbergtunnels zum Bahnhof Grenchen Nord wurden zwei Juraketten unterquert und die Linie der Jurabahn nach Biel verkürzt. Der Lückenschluss mit der Münster-Lengnau-Bahn (MLB) wurde am 1. Oktober 1915 eingeweiht.
Das Projekt der Jura-Gotthard-Bahn (JGB) als Teil einer Verbindung von Paris nach Mailand wurde in den 1870er Jahren geplant, aber nicht realisiert.
Am 8. September 1944 wurden die Bahnhöfe Delsberg und Moutier von der USAAF bombardiert. Die Piloten hatten geglaubt, Bahnanlagen im Elsass vor sich zu haben. Es wurden mehrere Personen verletzt; daneben entstanden grosse Sachschäden.

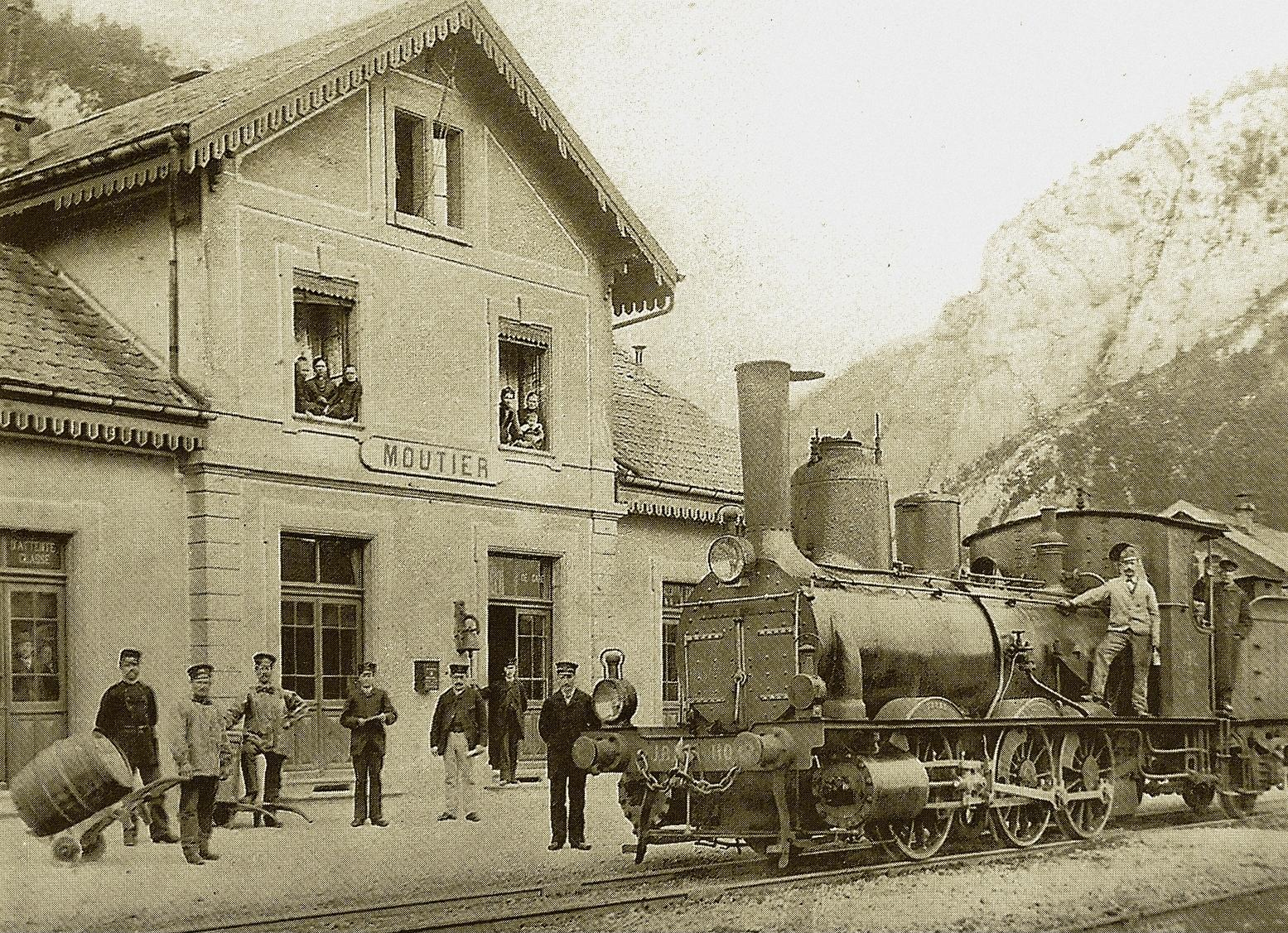
Bahnhof mit Lokomotive «Doubs», um 1885
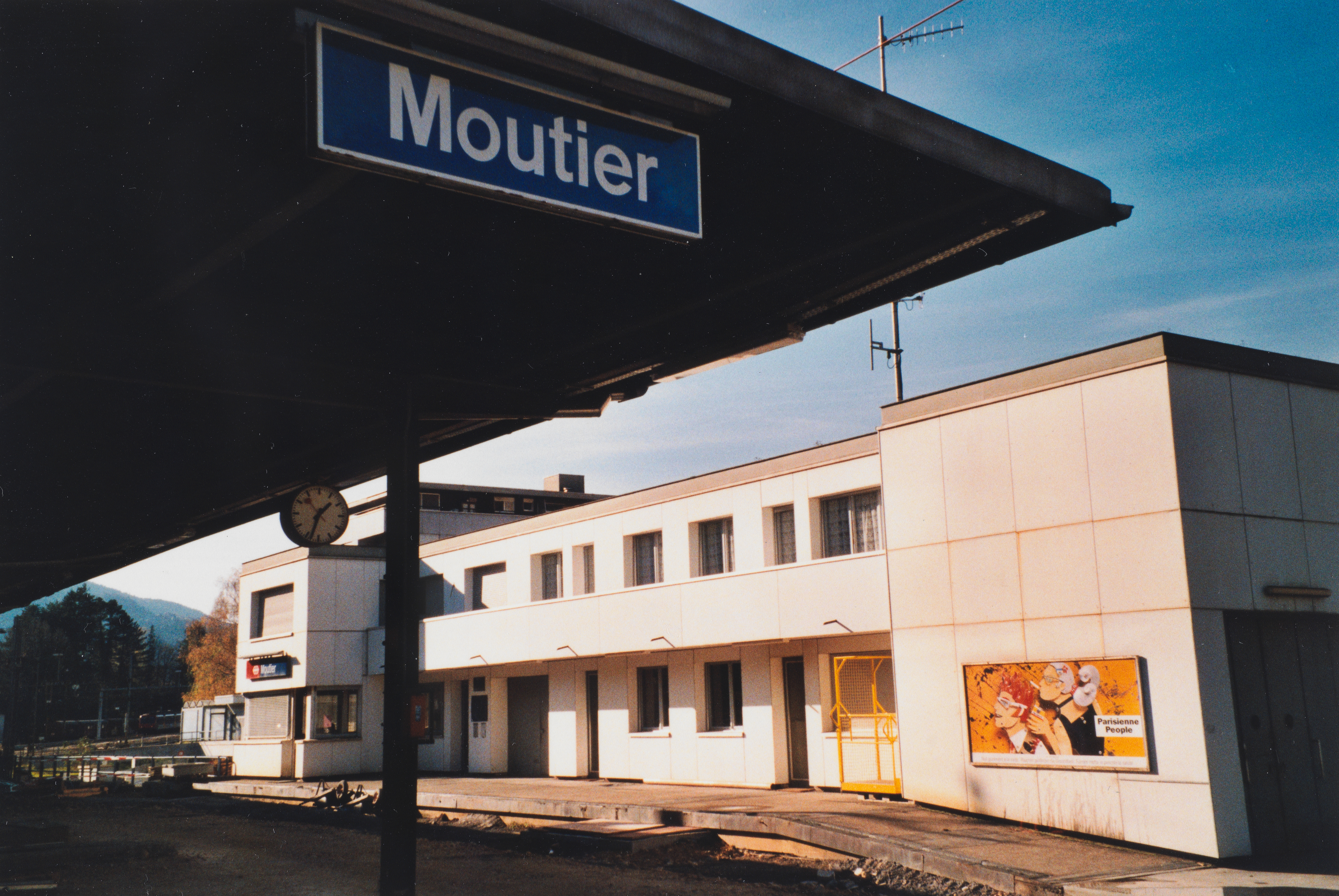
Stationsgebäude Bahnseite, 2000
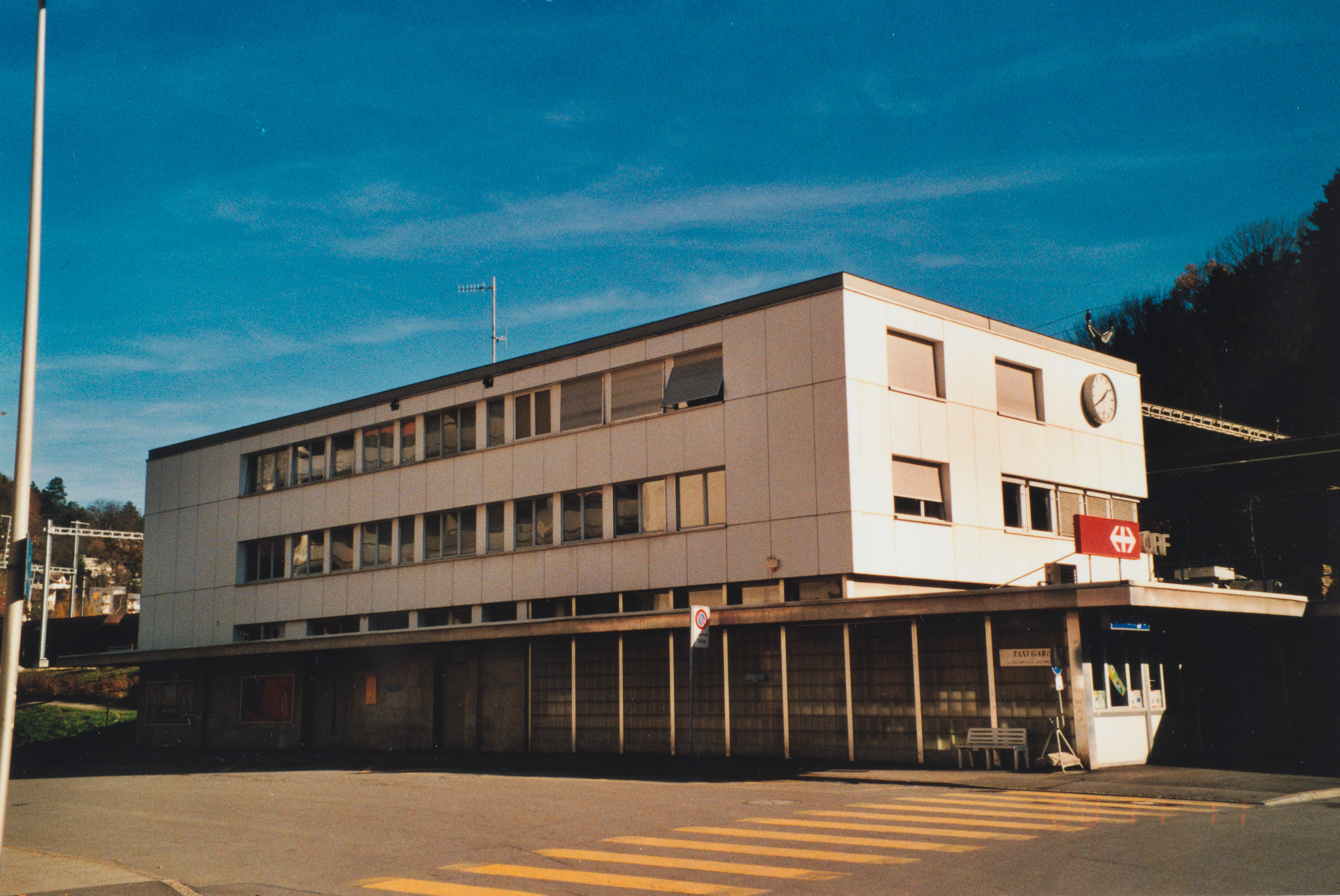
Stationsgebäude Strassenseite, 2000
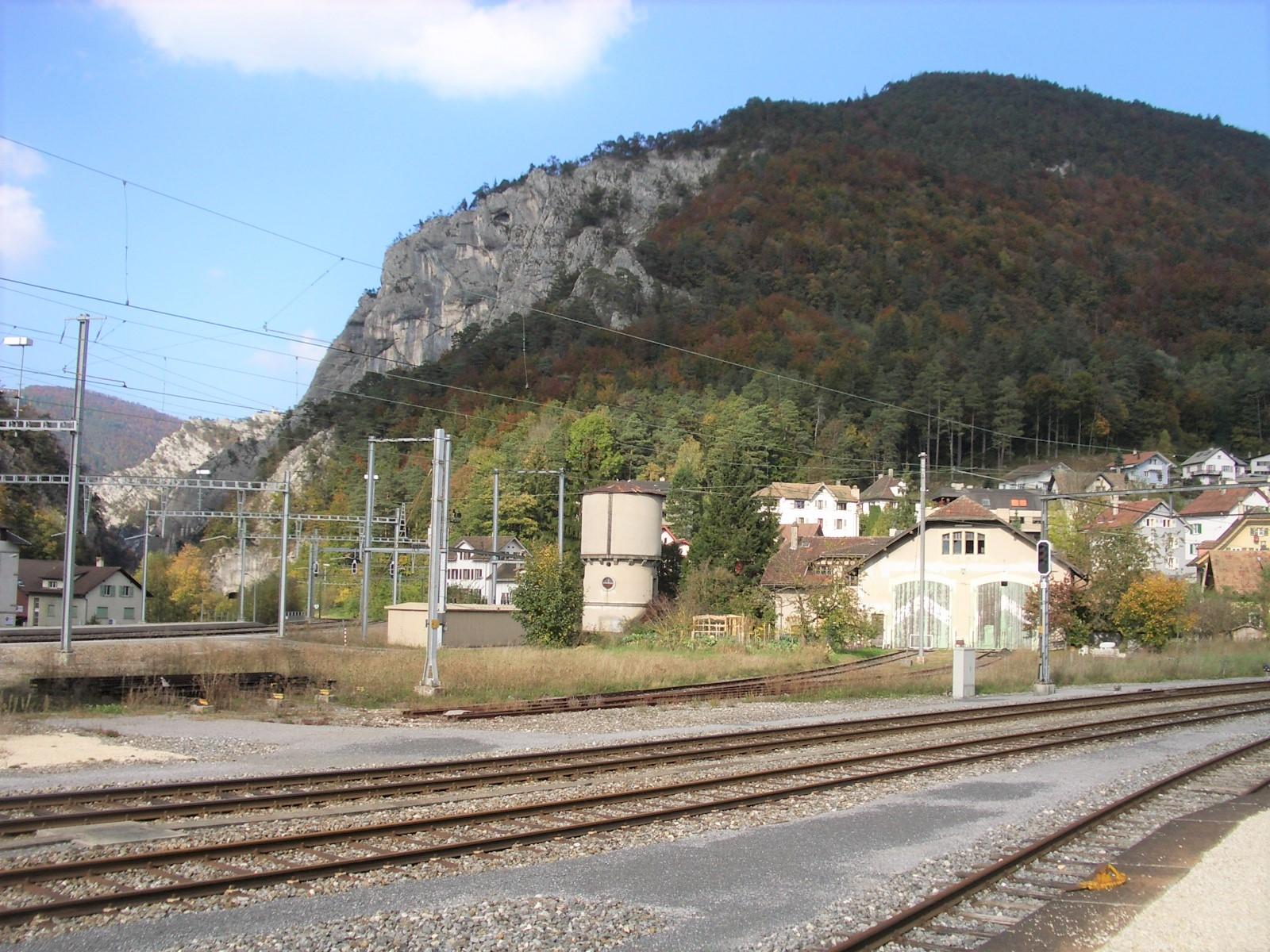
Lokschuppen (abgerissen) und Wasserturm (saniert), 2007

## Gebäude
Anfang der 1960er Jahre wurde neben dem bestehenden Gebäude ein neues dreigeschossiges Stationsgebäude errichtet. Nach Abriss des alten Gebäudes wurden dort neben Parkplätzen ein Bereich für Gastronomie und kleinere Läden angelegt. Der alte Lokschuppen wurde nach 2007 abgerissen.
In das «Bauinventar» der Denkmalpflege des Kantons wurden mehrere Gebäude im Jahr 2000 wegen der «hochwertigen» Qualität ihrer Entwürfe als «erhaltenswert» aufgenommen:
- Der Bahnwasserturm von 1905 wurde bis in seine architektonischen Details mit «Sorgfalt» ausgeführt. Dazu gehören die Kragsteine des Wasserbehälters, die aus Gneis bestehen, der Sockel und die Einfassungen der Türen und Fenster aus Kalkstein sowie die «warm» genietete Metalltreppe. Er liegt im Osten des Bahnhofsgeländes und gilt als «wertvoller Zeuge der vergangenen Ära» der Dampflokomotiven. Das Bauwerk wurde im Januar 2016 vertraglich unter Schutz gestellt und auch einer Renovation unterzogen.[1]

Die Gebäude aus den 1910er Jahren sind in ihrem Erscheinungsbild durch spätere Baumassnahmen beeinträchtigt:
- Der ehemalige Güterbahnhof wurde ebenfalls 2016 vertraglich unter Schutz gestellt und dient als Lagerhalle. Er ist ein langgestrecktes Holzbauwerk unter einem Satteldach mit weit vorkragendem Dach, um die Entladerampen zu schützen.[2]
- Die beiden Stellwerke haben Fenstereinfassungen aus Kalkstein mit Stürzen, die mit Bögen aus roten Ziegelsteinen gekrönt werden, und Dachvorsprünge über verschnörkelten Konsolen. Störend sind jüngere Verkleidungen aus Faserzementplatten und modernisierte Fenster.[3][4]

## Verkehrsanbindung
- 51 Basel SBB – Delémont – Biel/Bienne  TT FZ BZ FS RZ , im Sommer zusätzlich , stündlich
- 56 Biel/Bienne – Delémont – Delle (– Meroux TGV) , stündlich
- 41 Biel/Bienne – Tavannes – Moutier, stündlich
- S 21 Solothurn – Gänsbrunnen – Moutier, stündlich

Im öffentlichen Verkehr bedienen mehrere Buslinien und das Postauto den Bahnhof; dazu gehören Verbindungen nach Belprahon, Eschert und Souboz.

## Belege
1. ↑  Denkmalpflege des Kantons Bern: Moutier, Rue de Soleure 12, 2740 Moutier. In: Bauinventar des Kantons Bern. Kanton Bern, abgerufen am 18. März 2024 (Reservoir).
2. ↑  Denkmalpflege des Kantons Bern: Moutier, Rue de l’Est 7, 2740 Moutier. In: Bauinventar des Kantons Bern. Kanton Bern, abgerufen am 18. März 2024 (Bahnhof (Gare aux marchandises)).
3. ↑  Denkmalpflege des Kantons Bern: Moutier, Avenue de la Gare 22a, 2740 Moutier. In: Bauinventar des Kantons Bern. Kanton Bern, abgerufen am 18. März 2024 (Infrastruktur).
4. ↑  Denkmalpflege des Kantons Bern: Moutier, Rue de l’Est 3, 2740 Moutier. In: Bauinventar des Kantons Bern. Kanton Bern, abgerufen am 18. März 2024 (Infrastruktur).